# Aspitates labradoriata
Aspitates labradoriata är en fjärilsart som beskrevs av George Duryea Hulst 1902. Aspitates labradoriata ingår i släktet Aspitates och familjen mätare. Inga underarter finns listade i Catalogue of Life.